# くじら座カッパ1星
くじら座κ1星（くじらざカッパ1せい、κ1 Ceti、κ1 Cet）は、くじら座の方向に約30光年の距離に位置する、黄色主系列星である。くじら座κ1星は、9日程の周期で自転しており、これと同期した変光を示す変光星でもある。くじら座κ1星の周りに系外惑星は発見されていないが、太陽とよく似た恒星で若いことから、地球に生命が誕生した時代の太陽系の環境を知る手がかりとして注目される。同じバイエル符号を持つくじら座κ2と、肉眼で分離できる二重星を形成するが、距離は10倍以上の開きがあり、見かけだけの関係である。

## 特徴

### 物理的性質
| 太陽 | くじら座κ1星 |
| ---- | ------------ |
| 太陽 | Exoplanet    |

くじら座κ1星は、スペクトル型がG5 Vvarに分類される、主系列星である。MK分類において、G5 V型の分光標準星の一つに挙げられ、最も多く参照されてきた恒星の一つとされる。くじら座κ1星の質量は太陽と同程度、半径は太陽より若干小さく、光度は太陽の8割から9割と推定される。金属量（ヘリウムよりも原子量が大きい元素の存在比）は、見積もりに幅があるが、太陽と比較して数割増と考えられる。年齢は太陽よりだいぶ若く、およそ4億から8億歳と推定される。

### 自転と変光
くじら座κ1星の自転周期はおよそ9日で、これは太陽の25.4日と比べて短い。このことは、くじら座κ1星が比較的若いことを示唆する。くじら座κ1星には、恒星黒点が存在することが知られており、ヒッパルコス衛星の観測により、自転と概ね同じ周期の弱い変光が検出され、りゅう座BY型変光星に分類されている。自転周期は、元々は9.3日程度と考えられていたが、MOST衛星による詳しい測光観測の分析から、赤道での自転周期は約8.8日で、従前の推定との差は自転が差動回転していることによるものと考えられるようになった。差動回転の傾向は、太陽表面でみられるものとよく似ており、黒点が出現するのは、くじら座κ1星の緯度10°から75°の領域とみられる。また、より長期的な変化として、5.9年周期での明るさの変化がみつかっており、彩層スペクトルもこれに近い5.6年周期の変動を示すことから、これらは太陽活動周期と同じような活動の周期性があるものと考えられる。

### 太陽との比較
くじら座κ1星は、物理的性質が太陽とよく似ており、年齢が太陽より若いことから、太陽が若かった頃の姿と同等の存在ととらえられる。特に、年齢が8億年程度であるとすれば、地球に生命が誕生したとされるおよそ38億年前と同時期の太陽型星をみていることになり、地球生命の発生や火星の海の消滅に影響したかもしれない太陽の影響を知る手がかりとなり得る。観測から、くじら座κ1星の紫外線は、近紫外域では現在の太陽より数割弱く、遠紫外域では現在の太陽の数倍強いことがわかり、その年齢における地球の大気を考える上では、現在の太陽の姿から理論的に予想したものよりも強い高エネルギー放射を考慮に入れる必要があることがわかった。また、くじら座κ1星の恒星風の質量放出率は、太陽の50倍に上り、そこに惑星があれば、恒星風との衝突は今の太陽系より大規模であると考えられる。

### フレア
1986年1月24日、くじら座κ1星で、大規模なフレアとみられる現象がとらえられた。このフレアによって放出されたエネルギーは、重要度2の太陽フレアのおよそ7,000倍に上ると推定される。このような巨大フレアは、恒星のすぐ近くに巨大惑星が存在する場合に、惑星の磁場が引き金となって起きることが考えられるが、くじら座κ1星においては、視線速度の詳細な測定から、近傍に巨大惑星は発見されなかった。

### 種族
くじら座κ1星は、うみへび座運動星団に属している可能性がある、と言われていたが、その後、太陽近傍の5つの若い運動星団に属する恒星の特徴を調べた結果、くじら座κ1星はそこに含まれない、とされた

## 名称
中国では、くじら座κ1星は「丸い穀倉」を意味する天囷（拼音: Tiān Qūn）という星官を、くじら座α星、くじら座λ星、くじら座μ星、くじら座ξ1星、くじら座ξ2星、くじら座ν星、くじら座γ星、くじら座δ星、くじら座75番星、くじら座70番星、くじら座63番星、くじら座66番星とともに形成し、くじら座κ1星自身は、天囷二つまり天囷の2番星と呼ばれる。